# Baños de Ebro
Baños de Ebro (spanska) eller Mañueta (baskiska), officiellt Baños de Ebro/Mañueta, är en kommun i Spanien. Den ligger i Álavaprovinsen i södra delen av den autonoma regionen Baskien i norra delen av landet, 250 km norr om huvudstaden Madrid. Antalet invånare är 291 (2024).